# Bulbophyllum sangae
Bulbophyllum sangae là một loài phong lan thuộc chi Bulbophyllum.